# Oxypleurodon
Genre
Synonymes
- Nasutocarcinus Tavares, 1991[1]

Oxypleurodon est un genre de crabes de la famille des Epialtidae.

## Liste d'espèces
Selon World Register of Marine Species (21 juillet 2020) :
- Oxypleurodon alaini Richer de Forges & P.K.L. Ng, 2009
- Oxypleurodon alisae Lee, Richer de Forges & P.K.L. Ng, 2019
- Oxypleurodon annulatum Richer de Forges & P.K.L. Ng, 2009
- Oxypleurodon auritum (Rathbun, 1916)
- Oxypleurodon aurorae (Alcock, 1899)
- Oxypleurodon barazeri Richer de Forges & P.K.L. Ng, 2009
- Oxypleurodon bidens (T. Sakai, 1969)
- Oxypleurodon bipartitum (Guinot & Richer de Forges, 1986)
- Oxypleurodon boholense Richer de Forges & P.K.L. Ng, 2009
- Oxypleurodon carbunculum (Rathbun, 1906)
- Oxypleurodon christiani Richer de Forges & Corbari, 2012
- Oxypleurodon coralliophilum (Takeda, 1980)
- Oxypleurodon cuneus Wood-Mason in Wood-Mason & Alcock, 1891
- Oxypleurodon difficilis (Guinot & Richer de Forges, 1985)
- Oxypleurodon forte BY Lee, Corbari & Richer de Forges, 2015
- Oxypleurodon holthuisi Richer de Forges, 2010
- Oxypleurodon karubar Richer de Forges, 1995
- Oxypleurodon leonis Lee, Richer de Forges & P.K.L. Ng, 2017
- Oxypleurodon lowryi (Richer de Forges, 1992)
- Oxypleurodon luzonicum (Rathbun, 1916)
- Oxypleurodon mammatum (Guinot & Richer de Forges, 1986)
- Oxypleurodon orbiculatum (Guinot & Richer de Forges, 1986)
- Oxypleurodon papuense Lee, Richer de Forges & P.K.L. Ng, 2019
- Oxypleurodon parallelum Richer de Forges & P.K.L. Ng, 2009
- Oxypleurodon pinocchio (Guinot & Richer de Forges, 1985)
- Oxypleurodon sanctaeclausi Richer de Forges & P.K.L. Ng, 2009
- Oxypleurodon sphenocarcinoides (Rathbun, 1916)
- Oxypleurodon stimpsoni Miers, 1885
- Oxypleurodon stuckiae (Guinot & Richer de Forges, 1986)
- Oxypleurodon tavaresi Richer de Forges, 1995
- Oxypleurodon velutinum (Miers, 1886)
- Oxypleurodon wanganella Webber & Richer de Forges, 1995
- Oxypleurodon wilsoni Richer de Forges & Poore, 2008